# John Newcombe
John David Newcombe (Sydney, 1944, május 23. –) egykori világelső ausztrál hivatásos teniszező. Karrierje során 7 Grand Slam-tornát nyert egyéniben és 19-et párosban.
Egyéniben csak a Roland Garros hiányzott neki a Grand Slam teljesítéséhez, párosban viszont ezt is megnyerte.
Partnerével Tony Roche-csal 12-t nyertek együtt, ami máig rekord a férfi párosok között. Játékát szerva-röptézés jellemezte.
1986-ban az International Tennis Hall of Fame (Teniszhírességek Csarnoka) tagjává választották.

## Egyéni Grand Slam-döntői

### Győzelmei (7)
| Év   | Helyszín        | Ellenfél a döntőben | Eredmény a döntőben     |
| ---- | --------------- | ------------------- | ----------------------- |
| 1967 | Wimbledon       | Wilhelm Bungert     | 6-2, 6-1, 6-1           |
| 1967 | US Open         | Clark Graebner      | 6-4, 6-4, 8-6           |
| 1970 | Wimbledon       | Ken Rosewall        | 5-7, 6-3, 6-3, 3-6, 6-1 |
| 1971 | Wimbledon       | Stan Smith          | 6-3, 5-7, 2-6, 6-4, 6-4 |
| 1973 | Australian Open | Onny Parun          | 6-3, 6-7, 7-5, 6-1      |
| 1973 | US Open         | Jan Kodeš           | 6-4, 1-6, 4-6, 6-2, 6-3 |
| 1975 | Australian Open | Jimmy Connors       | 7-5, 3-6, 6-4, 7-6      |

### Elvesztett döntői (3)
| Év   | Helyszín        | Ellenfél a döntőben | Eredmény a döntőben  |
| ---- | --------------- | ------------------- | -------------------- |
| 1966 | US Open         | Fred Stolle         | 4-6, 12-10, 6-3, 6-4 |
| 1969 | Wimbledon       | Rod Laver           | 6-4, 5-7, 6-4, 6-4   |
| 1976 | Australian Open | Mark Edmondson      | 6-7, 6-3, 7-6, 6-1   |

## Páros Grand Slam-döntői

### Győzelmei (17)
| Év   | Helyszín        | Partner       | Ellenfelei a döntőben      | Eredmény a döntőben       |
| ---- | --------------- | ------------- | -------------------------- | ------------------------- |
| 1965 | Australian Open | Tony Roche    | Roy Emerson Fred Stolle    | 3-6, 4-6, 13-11, 6-3, 6-4 |
| 1965 | Wimbledon       | Tony Roche    | Ken Fletcher Bob Hewitt    | 7-5, 6-3, 6-4             |
| 1966 | Wimbledon       | Ken Fletcher  | Owen Davidson Bill Bowrey  | 6-3, 6-4, 3-6, 6-3        |
| 1967 | Australian Open | Tony Roche    | Bill Bowrey Owen Davidson  | 3-6, 6-3, 7-5, 6-8, 8-6   |
| 1967 | Roland Garros   | Tony Roche    | Roy Emerson Ken Fletcher   | 6-3, 9-7, 12-10           |
| 1967 | US Open         | Tony Roche    | Bill Bowrey Owen Davidson  | 6-8, 9-7, 6-3, 6-3        |
| 1968 | Wimbledon       | Tony Roche    | Ken Fletcher Ken Rosewall  | 3-6, 8-6, 5-7, 14-12, 6-3 |
| 1969 | Roland Garros   | Tony Roche    | Roy Emerson Rod Laver      | 4-6, 6-1, 3-6, 6-4, 6-4   |
| 1969 | Wimbledon       | Tony Roche    | Tom Okker Marty Riessen    | 7-5, 11-9, 6-3            |
| 1970 | Wimbledon       | Tony Roche    | Ken Rosewall Fred Stolle   | 10-8, 6-3, 6-1            |
| 1971 | Australian Open | Tony Roche    | Tom Okker Marty Riessen    | 6-2, 7-6                  |
| 1971 | US Open         | Roger Taylor  | Stan Smith Erik Van Dillen | 6-7, 6-3, 7-6, 4-6, 7-6   |
| 1973 | Australian Open | Mal Anderson  | John Alexander Phil Dent   | 6-3, 6-4, 7-6             |
| 1973 | US Open         | Owen Davidson | Rod Laver Ken Rosewall     | 7-5, 2-6, 7-5, 7-5        |
| 1973 | Roland Garros   | Tom Okker     | Jimmy Connors Ilie Năstase | 6-1, 3-6, 6-3, 5-7, 6-4   |
| 1974 | Wimbledon       | Tony Roche    | Bob Lutz Stan Smith        | 8-6, 6-4, 6-4             |
| 1976 | Australian Open | Tony Roche    | Ross Case Geoff Masters    | 7-6, 6-4                  |

### Elvesztett döntői (4)
| Év   | Helyszín        | Partner       | Ellenfelei a döntőben       | Eredmény a döntőben         |
| ---- | --------------- | ------------- | --------------------------- | --------------------------- |
| 1963 | Australian Open | Ken Fletcher  | Bob Hewitt Fred Stolle      | 6-2, 3-6, 6-3, 3-6, 6-3     |
| 1964 | Roland Garros   | Tony Roche    | Roy Emerson Ken Fletcher    | 7-5, 6-3, 3-6, 7-5          |
| 1966 | Australian Open | Tony Roche    | Roy Emerson Fred Stolle     | 7-9, 6-3, 6-8, 14-12, 12-10 |
| 1972 | US Open         | Owen Davidson | Cliff Drysdale Roger Taylor | 6-4, 7-6, 6-3               |

## Vegyes páros Grand Slam-döntői

### Győzelmei (2)
| Év   | Helyszín        | Partner        | Ellenfelei a döntőben          | Eredmény a döntőben                             |
| ---- | --------------- | -------------- | ------------------------------ | ----------------------------------------------- |
| 1964 | US Open         | Margaret Court | Ed Rubinoff Judy Tegart Dalton | 0-6, 6-4, 6-4                                   |
| 1965 | Australian Open | Margaret Court | Owen Davidson Robyn Ebbern     | Megosztott győzelem, a döntőt nem játszották le |

### Elvesztett döntői (1)
| Év   | Helyszín      | Partner     | Ellenfelei a döntőben       | Eredmény a döntőben |
| ---- | ------------- | ----------- | --------------------------- | ------------------- |
| 1965 | Roland Garros | Maria Bueno | Ken Fletcher Margaret Court | 6-4, 6-4            |